# Ferdinand Foch

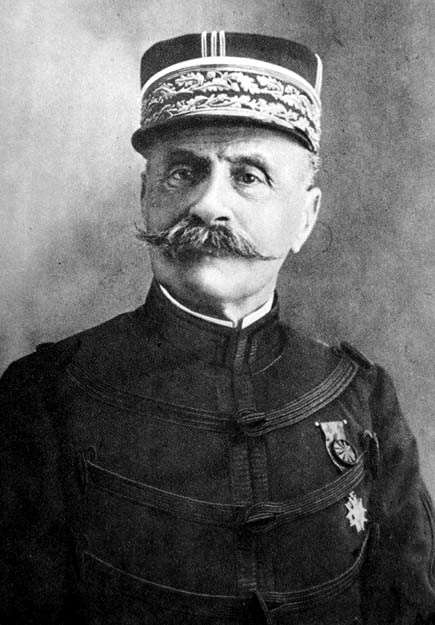
Mareşalul francez Ferdinand Foch.

Ferdinand Foch (n. 2 octombrie 1851 – d. 20 martie 1929) a fost un mareșal francez, unul dintre principalii comandanți militari francezi din timpul Primului Război Mondial. 
La începutul primului război mondial a condus în bătălia de la Marne armata a 9-a franceză, iar în 1915-1916 a comandat pe francezi în atacurile de la Somme. A devenit șeful de stat major francez în 1917 și membru în consiliul suprem de război. În aprilie 1918 i se încredințează comanda trupelor Antantei ce acționau în Franța (inclusiv corpul expediționar american). A fost cel care, la 11 noiembrie 1918 a impus acceptarea necondiționată a condițiilor de armistițiu de către Germania. 

## Legături externe
- Opere de sau despre Ferdinand Foch la Internet Archive
- Unjustly Accused: Marshal Ferdinand Foch and the French 'Cult of the Offensive'
- Biography on FirstWorldWar.com
- Foch's Biography in French on the Immortals page of the Académie française[nefuncțională]
- Foch the Man la Proiectul Gutenberg, by Clara E. Laughlin
- Ferdinand Foch la Find a Grave